# Gymnastes berumbanensis
Gymnastes berumbanensis är en tvåvingeart. Gymnastes berumbanensis ingår i släktet Gymnastes och familjen småharkrankar.

## Underarter
Arten delas in i följande underarter:
- G. b. berumbanensis
- G. b. rufilatera